# Chorisodontium burrowsii
Chorisodontium burrowsii là một loài rêu trong họ Dicranaceae. Loài này được Allison mô tả khoa học đầu tiên năm 1963.